# Сильний та слабкий штучні інтелекти
Сильний та слабкий штучний інтелект - це філософська концепція, що стосується штучного інтелекту, яка стверджує, що певні типи штучного інтелекту можуть ефективно формулювати та вирішувати проблеми.
- теорія сильного (також використовують термін універсальний ) штучного інтелекту передбачає, що штучна система може придбати здатність мислити і усвідомлювати себе як окрему особистість [2] (зокрема, розуміти власні думки), хоча і не обов'язково, що їх розумовий процес буде подібний до людського [3] .
- теорія слабкого (також використовують терміни прикладної або вузький ) штучного інтелекту призначений для вирішення будь-якої однієї інтелектуальної задачі або їх невеликої множини (наприклад, системи для гри в шахи, розпізнавання образів, мови, кредитний скоринг і т. д.) [4], які не мають на увазі наявності у комп'ютера справжньої свідомості [5] .

Термін "сильний штучний інтелект" було введено 1980 року Джоном Серлом  (у роботі, що описує уявний експеримент "Китайська кімната"), який уперше охарактеризував його так:
Відповідним чином запрограмований комп'ютер з потрібними входами і виходами і буде розумом, у тому сенсі, в якому людський розум - це розум...Оригінальний текст (англ.)
The appropriately programmed computer really is a mind, in the sense that computers given the right programs can be literally said to understand and have other cognitive states.— «Розуми, мізки та програми»
Деякі дослідники, включаючи Антоніо Лієто, стверджують, що поточні дослідження в області штучного інтелекту та когнітивного моделювання добре відповідають гіпотезі слабкого штучного інтелекту. Вони висловлюють думку, що ідея про те, що когнітивні системи штучного інтелекту є складовою сильного штучного інтелекту, є неточною та проблематичною. Це не передбачає, що штучні моделі мозку та розуму повинні претендувати на реальність явищ, які вони моделюють.
Ураховуючи відмінність між двома формами штучного інтелекту, для кожної з них виникають свої етичні питання. Для слабкого інтелекту такими питаннями є безробіття та відповідальність, які деякі дослідники вважають не настільки важливими. Удосконалення та розвиток сильного штучного інтелекту, за думкою певної групи вчених, може призвести до останнього досягнення людства, оскільки цей інтелект може перевершити природний інтелект людей у всіх областях знань. Такий стан речей математик і фантаст Вернор Віджі називає технологічною перевагою, зауважуючи, що створення інтелектуальної машини може означати кінець ери людей.

## Вимоги до створення сильного ШІ
Було запропоновано різноманітні визначення інтелекту, такі, як, наприклад, можливість успішного проходження тесту Тьюринга, проте на сьогоднішній момент не існує узгодженого визначення, яке б влаштовувало всіх. Триває велике обговорення, але серед дослідників штучного інтелекту існує загальна згода стосовно того, що сильний штучний інтелект характеризується такими властивостями :
- прийняття рішень, використання стратегій, вирішення головоломок та дії в умовах невизначеності;
- Подання знань, включаючи загальне уявлення про реальність ;
- Планування ;
- Навчання ;
- Спілкування природною мовою ;
- Сила волі;
- Об'єднання всіх цих здібностей воєдино задля досягнення спільних цілей.

Ведуться роботи для створення машин, що мають усі ці здібності, і передбачається, що сильний штучний інтелект матиме або їх усі або більшу частину з них  .
Існують інші аспекти інтелекту людини, які також лежать в основі створення сильного штучного інтелекту:
- Свідомість : бути сприйнятливим до оточення;
- Самосвідомість : усвідомлювати себе як окрему особистість, зокрема, розуміти власні думки;
- Співпереживання : Здатність « відчувати »;
- Мудрість ;
- Власна мотивація .